# Pioneer Venus 1
Pioneer Venus 1 eller Pioneer Venus Orbiter eller Pioneer 12, var ett av amerikansk rymdsond som studerade planeten Venus. Den sköts upp den 20 maj 1978.
Senare samma år, den 4 december, gick sonden in i omloppsbana runt venus och började utföra mätningar med bl.a. följande instrument:
- Ytradar för att kartlägga topografin
- Infraröd radiometer för att mäta infraröd strålning från planetens atmosfär
- Ultraviolett spektrometer för att mäta spritt och strålat UV-ljus
- Masspektrometer för att bestämma vad den övre atmosfären består av
- Plasmaanalysatorer och detektorer för elektriska fält för att mäta egenskaper hos solvinden
- Magnetometer för att mäta planetens magnetfält
- Temperaturmätare för att studera jonosfärens termiska egenskaper
- Radioexperiment för att mäta planetens gravitationsfält
- Detektor för gammastrålningspulser (eller gammablixt, GRB - Gamma Ray Burst)

### Fotnoter
1. ↑  ”NASA Space Science Data Coordinated Archive” (på engelska). NASA. https://nssdc.gsfc.nasa.gov/nmc/spacecraft/display.action?id=1978-051A. Läst 1 april 2020.